# Chicomuselo kommun
Chicomuselo är en kommun i Mexiko.   Den ligger i delstaten Chiapas, i den sydöstra delen av landet, 800 km sydost om huvudstaden Mexico City. Arean är 1 043 kvadratkilometer.
Terrängen i Chicomuselo är kuperad åt nordost, men åt sydväst är den bergig.
Följande samhällen finns i Chicomuselo:
- Chicomuselo
- Lázaro Cárdenas
- Grecia
- Nueva Morelia
- Monte Sinaí
- Miguel Alemán
- 20 de Noviembre
- Galicia
- Josefa Ortiz de Domínguez
- Nueva Piedra Labrada
- El Mirador Dos
- San Antonio Ocotal
- Ricardo Flores Magón
- La Piedad
- El Cofre Bajo
- Plan de Ayala
- Cuatro Caminos
- Alfonso Corona del Rosal
- El Sabinalito
- San Francisco las Palmas
- El Cerecillo
- El Limonar
- Nueva Reforma
- Las Salinas
- El Regadillo
- Nuevo Amanecer
- Los Arroyos
- Santa María
- Dolores Hidalgo
- Flor de Mayo
- Nuevo San Agustín
- Santa Elena
- Buenavista Uno
- San Juan
- 1ro. de Mayo
- 16 de Septiembre
- Nuevo Sinaí
- Las Margaritas
- Buenavista
- San Antonio II
- Mayor Julio Sabines
- El Cofre Alto
- El Naranjo
- Villa Nueva
- Quisis
- Absalón Castellanos Domínguez